# تيريزا أندرسن
تيريزا أندرسن (بالإنجليزية: Teresa Andersen)‏ هي سباحة متزامنة أمريكية، ولدت في 1953 في سانتا كلارا في الولايات المتحدة.

## وصلات خارجية
- تيريزا أندرسن على موقع الاتحاد الدولي للسباحة (الإنجليزية)
- تيريزا أندرسن على موقع قاعة مشاهير السباحة العالمية (الإنجليزية)